# Verzino
Verzino là một đô thị ở tỉnh Crotone, vùng Calabria, Ý.
Kinh tế địa phương dựa vào ngành sản xuất dầu ăn, rượu vang, ngũ cốc, chanh cam và nuôi gia súc.